# Nejméně rozvinuté země
Nejméně rozvinuté země (Least developed countries, LDC) je označení pro skupinu rozvojových zemí, které jsou na tom z hlediska životní úrovně obyvatel a ekonomické síly vůbec nejhůře. V současnosti (2013) do této skupiny patří 48 států. V rámci rozvojových programů OSN i řady dalších mezinárodních institucí pro ně platí řada zvýhodnění oproti běžným rozvojovým zemím, například v oblasti mezinárodního obchodu.

## Kritéria
Podle Úřadu nejvyššího představitele OSN pro nejméně rozvinuté, vnitrozemské a malé ostrovní rozvojové státy jsou mezi Nejméně rozvinuté země zařazeny země, která splňují tři následující kritéria:
1. kritérium nízkého příjmu – tj. jejich Hrubý národní důchod (HND) se ve tříletém průměru pohybuje pod 992 amerických dolarů na hlavu. (Aby země z této skupiny "postoupila" mezi běžné rozvojové země, musí dosáhnout HND nad 1190 dolarů). Toto kritérium se postupně zvyšuje a údaje zde uvedené jsou platné pro rok 2012.
2. kritérium slabosti lidských zdrojů. To je určováno na základě zvážení těchto faktorů: a) výživy (kalorický příjem na osobu) b) zdraví c) vzdělání a d) gramotnost dospělých
3. kritérium ekonomické zranitelnosti, které vychází z a) nestability zemědělské produkce b) nestability vývozu c) ekonomického významu moderních odvětví (např. podíl služeb na HDP) d) rozmanitosti vyváženého zboží e) nevýhody ekonomické malosti.

Aby byla země do skupiny zařazena, musí splňovat všechna kritéria. Aby "postoupila", musí ve dvou následujících tříletých obdobích překročit alespoň dvě z nich.

## Seznam nejméně rozvinutých zemí

Mapa nejméně rozvinutých zemí podle OSN (modrá barva), zeleně státy, které povýšily na Rozvojové země

### Afrika
- Angola
- Benin
- Burkina Faso
- Burundi
- Čad
- Konžská demokratická republika
- Džibutsko
- Eritrea
- Etiopie
- Gambie
- Guinea
- Guinea-Bissau
- Jižní Súdán
- Komory
- Lesotho
- Libérie
- Madagaskar
- Malawi
- Mali
- Mauritánie
- Mosambik
- Niger
- Rwanda
- Senegal
- Sierra Leone
- Somálsko
- Středoafrická republika
- Súdán
- Tanzanie
- Togo
- Uganda
- Zambie

### Amerika
- Haiti

### Asie
- Afghánistán
- Bangladéš
- Myanmar (Barma)
- Jemen
- Kambodža
- Laos
- Nepál
- Východní Timor

### Oceánie
- Kiribati
- Šalomounovy ostrovy
- Tuvalu